# Josiane Boyce
Pour les articles homonymes, voir Boyce.
Josiane Boyce est une personnalité politique française, née le 24 janvier 1950 à Argenteuil (Val-d'Oise).

## Biographie
Gestionnaire d'entreprise de formation et copropriétaire d'une entreprise de prototypes industriels dédiés à l'automobile et à l'aéronautique, elle a été élue député suppléante de François Goulard en 2002. Elle est devenue députée le 1er mai 2004 quand celui-ci est entré au gouvernement. Elle quitte l'Assemblée nationale en 2007, avec la réélection de François Goulard.
Elle est adjointe au maire du Hézo de 1983 à 1995 avant de devenir maire en 1995. Elle est également membre de la Communauté d'agglomération du Pays de Vannes.
Elle est décorée de l'ordre national du Mérite.

## Mandats
- 1983 - 1989 : adjointe au maire du Hézo, chargée de l'urbanisme et des affaires scolaires
- 1989 - 1995 : adjointe au maire du Hézo, chargée de l'urbanisme et des affaires scolaires
- 1995 - 2008 : maire du Hézo
- 2004 - 2007 : députée de la 1re circonscription du Morbihan, membre de la commission des affaires économiques et des groupes d'étude aéronautique et spatial et de celui de l'audiovisuel de l'Assemblée nationale
- 2008 - 2014 : maire du Hézo et vice-présidente de Vannes agglo, chargée de l'environnement